# Kadaňské místní dráhy
Kadaňské místní dráhy (německy Kaadner Lokalbahnen) byla soukromá regionální železniční společnost vlastnící železniční tratě mezi Kadaní (Kaaden) a Vilémovem (Willomitz) a mezi tehdejšími městy Radonice (Radonitz) a Doupov (Duppau) v severozápadních Čechách a provozující na nich dopravu. Sídlo společnosti bylo v Praze.

## Historie
Společnost Kaadner Lokalbahnen získala úřední koncesi 22. prosince 1900 platnou do roku 1990. Koncesionáři byli: Dr. Franz Waldert, advokát v Praze, rytíř Gustav Hodek von Zelevic, cukrovarník z Pětipes a Ferdinand Stamm, majitel hnědouhelného dolu v Pětipsech. Základní kapitál akciové společnosti činil 1 299 000 korun. Bylo vydáno 5 413 kmenových akcií po 200 korunách a 1 082 prioritních akcií o shodné nominální hodnotě.
Dopravu pro Zemí zaručenou společnost provozovaly Rakouské státní dráhy (kkStB). Po první světové válce provoz přešel pod nově vzniklé Československé státní dráhy. 
K 1. lednu 1925 byla společnost Kadaňské místní dráhy s veškerým movitým i nemovitým příslušenstvím, všemi vozidly a zásobami i ostatním jměním (se všemi aktivy i pasivy) zestátněna a tratě byly začleněny do sítě ČSD.

## Tratě
Provozní délka tratí byla 32,220 kilometru, stavební 31,604 km.
- od roku 1902 Radonice–Doupov, v současnosti Vilémov u Kadaně – Kadaňský Rohozec – (Doupov)
- od roku 1903 Kadaň–Prunéřov–Vilémov, v současnosti trať Kadaň–Kaštice

## Lokomotivy
Kaadner Lokalbahnen pro provoz zakoupila celkem čtyři lokomotivy spolehlivé a osvědčené řady kkStB řady 97. Lokomotivy nesly označení 97.127, 223, 226 a 227. Lokomotiva 97.227 (přeznačená na ČSD 310.0118) se zachovala do současnosti, od roku 1967 patří Národnímu technickému muzeu v Praze. Byla součástí stálé expozice v dopravní hale NTM, ale v roce 2008 byla převezena do depozitáře v Chomutově.